# The Black Godfather
The Black Godfather é un film statunitense del 1974 scritto, diretto e prodotto da John Evans.

## Trama
J.J, uno dei boss della mafia afro-americana consolida il suo potere nel quartiere, ma uno degli ostacoli rimasti è il cartello bianco dell'eroina, ma un boss rivale fa di tutto di prendere il potere nel quartiere.